# Mālavikāgnimitra
Malavikagnimitra är ett indiskt drama av skalden Kālidāsa, skildrande hov- och sedelivet på skaldens tid med ett kärleksförhållande mellan kungen Agnimitra (100-talet f.Kr.) och den sköna Malavika, som tillhör drottningens tjänarinnor, men slutligen befinns vara en prinsessa.
Till hela sin art kan dramat snarast liknas vid en komedi av Shakespeare.